# ساد (استان پودلاسکی)
ساد (به لهستانی:  Sad) یک روستا در لهستان است که در گمینا کلشچله واقع شده‌است.